# Dendropsophus melanargyreus
Dendropsophus melanargyreus és una espècie de granota que viu a Bolívia, el Brasil, Guaiana Francesa, el Paraguai i Surinam.
Està amenaçada d'extinció per la pèrdua del seu hàbitat natural.